# 巴黎高等物理化工学院
巴黎高等物理化工学院（法語：École supérieure de physique et de chimie industrielles de la Ville de Paris，缩写：ESPCI Paris）是法国的一所著名的大学校，工程师学院及世界顶尖的科研院校，隶属于巴黎高科。学校由巴黎市议会于1882年设立，校址位于巴黎第五区。学校提供4年的工程师教育，另外也提供硕士学位的课程。工程师学位每年级有大约80至90名学生。